# Luís II de Hesse-Darmstadt
Luís II de Hesse-Darmstadt (em alemão: Ludwig II. von Hessen und bei Rhein; 26 de dezembro de 1777 – 16 de junho de 1848) foi Grão-Duque de Hesse e do Reno de 1830 até à sua morte.Era filho de Luís I, Grão-Duque de Hesse.
Com a sua esposa, Guilhermina de Baden, Luís teve quatro filhos sobreviventes: Luís III, Grão-duque de Hesse, o príncipe Carlos, o príncipe Alexandre e a princesa Maria, que se tornou Imperatriz Consorte do czar Alexandre II da Rússia. Os quatro filhos mais novos, no entanto, foram muito provavelmente filhos do barão Augusto von Senarclens de Grancy, amante da sua esposa.
Através de seus descendentes, Luís II é ancestral direto das atuais gerações das famílias reais britânica e espanhola, e também das casas reais extintas da Rússia, Romênia e Iugoslávia. 

## Descendência
- Luís III, Grão-Duque de Hesse[1] (9 de junho de1806 - 13 de junho de 1877) - Casado com a princesa Matilde Carolina da Baviera; sem descendência. Após o falecimento da esposa, casou-se morganaticamente com a baronesa Magdalena Hochstadten; sem descendência. Sucedeu ao seu pai no trono do grão-ducado de Hesse e do Reno em 5 de março de 1848, permanecendo até sua morte. Por não ter tido filhos, seria sucedido no trono por seu irmão Carlos de Hesse e do Reno, mas este faleceu menos de três meses antes de Luís III. O sucessor foi Luís IV, filho mais velho de seu irmão Carlos.
- Filho natimorto (18 de agosto de 1807)
- Carlos de Hesse e do Reno (23 de abril de 1809 - 20 de março de 1877) - casado com Isabel da Prússia, com quem teve quatro filhos, incluindo Luís IV, Grão-Duque de Hesse. Através de Luís IV, Carlos é avô da última imperatriz da Rússia, Alexandra Feodorovna, e bisavô da rainha consorte da Suécia, Luísa Mountbatten (esposa do rei Gustavo VI Adolfo da Suécia) e de sua irmã Alice de Battenberg (mãe do Príncipe Filipe, marido da atual Rainha Isabel II do Reino Unido), ambas filhas de sua neta Vitória de Hesse e Reno com seu sobrinho Luís de Battenberg. Isso faz de Carlos de Hesse e Reno um ancestral direto da atual geração da família real britânica, assim como seu irmão Alexandre de Hesse e Reno.
- Amália Isabel Luísa Frederica Guilhermina de Hesse e do Reno (20 de maio de1821 - 27 de maio de 1826) - Faleceu aos cinco anos de idade.
- Filha natimorta (7 de junho de 1822)
- Alexandre de Hesse e Reno (15 de julho de1823 - 15 de dezembro de 1888) - casado morganaticamente com a condessa Julia von Hawke, com quem teve cinco filhos. É ancestral das atuais gerações das famílias reais britânica e espanhola. Um de seus filhos, Luís de Battenberg, casou-se com sua sobrinha-neta Vitória de Hesse e Reno (neta de seu irmão Carlos de Hesse e Reno); através deste filho, Alexandre de Hesse e Reno é avô de Luísa Mountbatten (rainha consorte da Suécia e esposa do rei Gustavo VI Adolfo) e  bisavô do Príncipe Filipe (filho de sua neta Alice de Battenberg e marido da atual Rainha Isabel II do Reino Unido). Outro filho, Henrique de Battenberg, casou-se com a princesa Beatriz do Reino Unido (filha da rainha Vitória do Reino Unido); a filha de Henrique e Beatriz, Vitória Eugênia de Battenberg, tornou-se rainha consorte da Espanha e é bisavó do atual rei Filipe VI da Espanha.
- Maria de Hesse e Reno (Maria Alexandrovna) (Darmstadt, 8 de agosto de 1824 - São Petersburgo, 3 de junho de 1880) - Casada com o czar Alexandre II, com quem teve oito filhos; foi imperatriz consorte da Rússia de 1855 até seu falecimento em 1880. Entre seus filhos estavam o czar Alexandre III, e a grã-duquesa Maria Alexandrovna, que se casou com Alfredo, Duque de Saxe-Coburgo-Gota (um dos filhos da rainha Vitória do Reino Unido). Entre seus netos estavam o último imperador da Rússia, Nicolau II (que se casou com sua sobrinha-neta Alice de Hesse), filho de Alexandre III, e a rainha consorte da Romênia, Maria de Saxe-Coburgo-Gota (filha de sua filha Maria Alexandrovna), esposa do rei Fernando I da Romênia. Mais tarde, sua bisneta Maria da Romênia (filha de Maria de Saxe-Coburgo-Gota) tornou-se rainha consorte da Iugoslávia ao se casar com o rei Alexandre I da Iugoslávia.